# Najdłuższe nazwy geograficzne
Najdłuższe nazwy geograficzne
- Pełna nazwa Bangkoku w języku tajskim กรุงเทพมหานคร อมรรัตนโกสินทร์ มหินทรายุธยามหาดิลก ภพนพรัตน์ ราชธานีบุรีรมย์ อุดมราชนิเวศน์ มหาสถาน อมรพิมาน อวตารสถิต สักกะทัตติยะ วิษณุกรรมประสิทธิ์ (posłuchajⓘ)
- Taumatawhakatangihangakoauauotamateapokaiwhenuakitanatahu (57 liter) lub Tetaumatawhakatangihangakoauaotamateaurehaeaturipukapihimaungahoronukupokaiwhenuaakitanarahu (92 litery) jest najdłuższą nazwą zapisaną w alfabecie łacińskim, wpisaną do Księgi Rekordów Guinnessa.
- Gorsafawddacha’idraigodanheddogleddollônpenrhynareurdraethceredigion (68), obecnie Golf Halt, sztucznie utworzona nazwa stacji kolejowej, obowiązywała do 2007
- Llanfairpwllgwyngyllgogerychwyrndrobwllllantysiliogogogoch (58 liter)